# Attaleinae
Sous-tribu
Les Attaleinae sont une sous-tribu de palmiers (famille des Arecaceae) comprenant notamment Cocos nucifera. Cette sous-tribu est considérée comme monophylétique.

## Liste des genres
Selon NCBI (6 décembre 2018) :
- genre Allagoptera Nees, 1821
- genre Attalea Kunth, 1816
- genre Beccariophoenix Jum. & H.Perrier, 1915
- genre Butia (Becc.) Becc.
- genre Cocos L., 1753
- genre Jubaea Kunth, 1816
- genre Jubaeopsis Becc., 1913
- genre (Lytocaryum) Toledo (*Transféré dans le genre Syagrus [3]. )
- genre (Orbignya) Mart. ex Endl., 1837 (*Transféré dans le genre Attalea )
- genre Parajubaea Burret, 1930
- genre (Polyandrococos) Barb.Rodr. (*Transféré dans le genre Allagoptera [4])
- genre Syagrus Mart., 1824
- genre Voanioala J.Dransf., 1989